# جیارژینسکایا هارا
جیارژینسکایا هارا (به لاتین: Dzyarzhynskaya Hara) یک تپه در بلاروس است که در Dziaržynsk District واقع شده‌است. جیارژینسکایا هارا ۳۴۵ متر بالاتر از سطح دریا واقع شده‌است.